# Датское радио
Радио Дании (дат. Danmarks Radio, DR) — общественное предприятие.

## История

### Период монополии (1925—1988)
Создана 1 апреля 1925 как «Radioordningen» (дат. Радиосистема), в том же году она запустила на длинных волнах одноимённую радиостанцию, в 1926 году была переименована в «Statsradiofonien» (дат. Государственное радио, SR). В 1951 SR на длинных волнах на общей частоте с SR запустил радиостанцию SR Programma 2, радиостанция SR была переименована в SR Programma 1. В этом же году SR в Копенгагене на метровых волнах в стандарте разложения 576i запустила первый в Дании телеканал SR Fjersyn. В 1959 году SR было переименовано в DR, телеканал стал называться DR TV, через год его вещание и версии обеих радиостанций на ультракоротких волнах было распространено во всех районах Дании - в каждом из районных центров (кроме районов Фредериксборга, Роскилле, а также городов центрального подчинения Копенгаген и Фредериксберга, которые обслуживались копенгагенским районным УКВ-передатчиком в Гладсаксе) были установлены 12 УКВ-передатчиков, в рамках SR Programma 1 были добавлены районные программы. В 1963 году DR на ультракоротких волнах запустила радиостанцию DR Programma 3. В 1965 году начала выходить в эфир информационная программа TV Avisen. В 1967 году DR TV стал вещать в стандарте PAL.

### Период после отмены монополии (с 1988)
До 1988 года Danmark Radio держала монополию на телетрансляцию (с октября 1988 года она делила монополию на телевидение с другой общественной телекомпанией TV 2, запустившей в Копенгагене и Орхусе одноимённый телеканал), после чего разрешила транслировать частные каналы, первым из которых стал TV3 в кабельном телевидении и Kanal København в 1990 году на эфирном телевидении. В августе 1996 года DR запустил спутниковый телеканал DR2, DR TV стал называться DR1. В 2001 году районные программы были выделены с DR P1 в отдельную радиостанцию DR P4. 1 марта 2003 года запущена версия телеканала DR 1 в стандарте DVB-T. В 2006 году была запущена эфирная версия DR2 в Копенгагене через аналоговое и цифровое телевидение, в остальных районах только через цифровое телевидение. 1 января 2007 года DR запустил на ультракоротких волнах радиостанцию DR P4. В июне 2007 года DR через спутниковое телевидение запустил телеканал DR Update, транслирующий информационные передачи. 31 октября 2009 года прекратили вещание эфирные аналоговые версии телеканалов DR, а 1 ноября DR в стандарте разложения 720p запустила телеканала DR HD, а также в SD TV телеканалы DR Ramasjang и DR K. 2 ноября 2009 года DR через цифровое радиовещание радиостанцию DR P5, 11 апреля 2011 года — DR P6 Beat, 6 июня — DR P7 MIX, 12 сентября — DR P8 JAZZ. 28 января 2013 года DR HD был закрыт, на его частоте DR запустила телеканал DR 3, 4 марта того же года телеканал DR Ultra.

## Телеканалы и радиостанции

### Общенациональные телеканалы общей тематики
- DR1 — первый общественный канал.
  - TV Avisen («ТВ Известия») - информационная программа ежедневно в 21.30-21.55
  - TV Avisen - короткие новости в 17.50-18.00
- DR2 — второй общественный канал.

Доступны через эфирное (цифровое (DVB-T2) на ДМВ, ранее — аналоговое (PAL) на МВ и ДМВ) (на 1-й и 3-й каналах в большинстве населённых пунктов Дании), кабельное, спутниковое телевидение (цифровое (DVB-S) на СМВ, ранее - аналоговое (PAL) на СМВ) (в большинстве стран Европы), IPTV, а также через Интернет.

### Тематические общенациональные телеканалы
- DR3 — развлекательный канал.
- DR K — канал, транслирующий культурные передачи и сериалы.
- DR Ramasjang — канал для юных зрителей.
- DR Ultra — детский канал.

Доступны через эфирное (цифровое (DVB-T2) на ДМВ) (в большинстве населённых пунктов Дании), кабельное, спутниковое телевидение (цифровое (DVB-S) на СМВ) (в большинстве стран Европы), IPTV, а также через Интернет.

### Общенациональные радиостанции общей тематики
- «DR P1» — общая
  - Radioavisen («Радиоизвестия») - информационная программа
- «DR P2» — культура
  - Radioavisen - информационная программа
- «DR P3» — музыкальная
  - Radioavisen - информационная программа
- «DR P4» — сеть региональных радиостанций
  - (Столичная область)
    - DR Bornholm (остров Борнхольм, вещает из Рённе)
    - DR København (зеландская часть Столичной области, вещает из Копенгагена)

  - (Зеландия)
    - DR Nordvestsjælland (северная часть региона, вещает из Хольбека)
    - DR Sjælland (южная часть региона, вещает из Нестведа)

  - (Северная Ютландия)
    - DR Nordjylland (Регион Северная Ютландия, вещает из Ольборга)

  - (Центральная Дания)
    - DR Midt & Vest (западная часть региона, вещает из Хольстебро)
    - DR Østjylland (восточная часть региона, вещает из Орхуса)

  - (Южная Дания)
    - DR Esbjerg (северо-западная часть региона, вещает из Эсбьерга)
    - DR Syd (южная часть региона, вещает из Обенро)
    - DR Trekanten (северо-восточная часть региона, вещает из Вайле)
    - DR Fyn (остров Фюн, вещает из Оденсе)

Доступны через эфирное радиовещание (цифровое (DAB+) на МВ и аналоговое на УКВ (УКВ CCIR), DR P1 и DR P2 также на длинных волнах на одной частоте) (в большинстве населённых пунктов Дании), а также через Интернет.

### Тематические общенациональные радиостанции
- «DR Nyheder» («DR Известия») — радиостанция, транслирующая информационные программы
- «DR P5» — радио, транслирующее классическую музыку и шлягер 50-х и 60-х.
- «DR P6 Beat» — радио для тех, кто слушает популярную музыку.
- «DR P7 Mix» — радио, транслируюшее популярные хиты вместе с расширенными марафонами, относящимися к конкретным темам.
- «DR P8 Jazz» — радио для любителей джаза.

Доступны через эфирное радиовещание (цифровое (DAB) через МВ) (в большинстве населённых пунктов Дании), а также через Интернет.

## Руководство

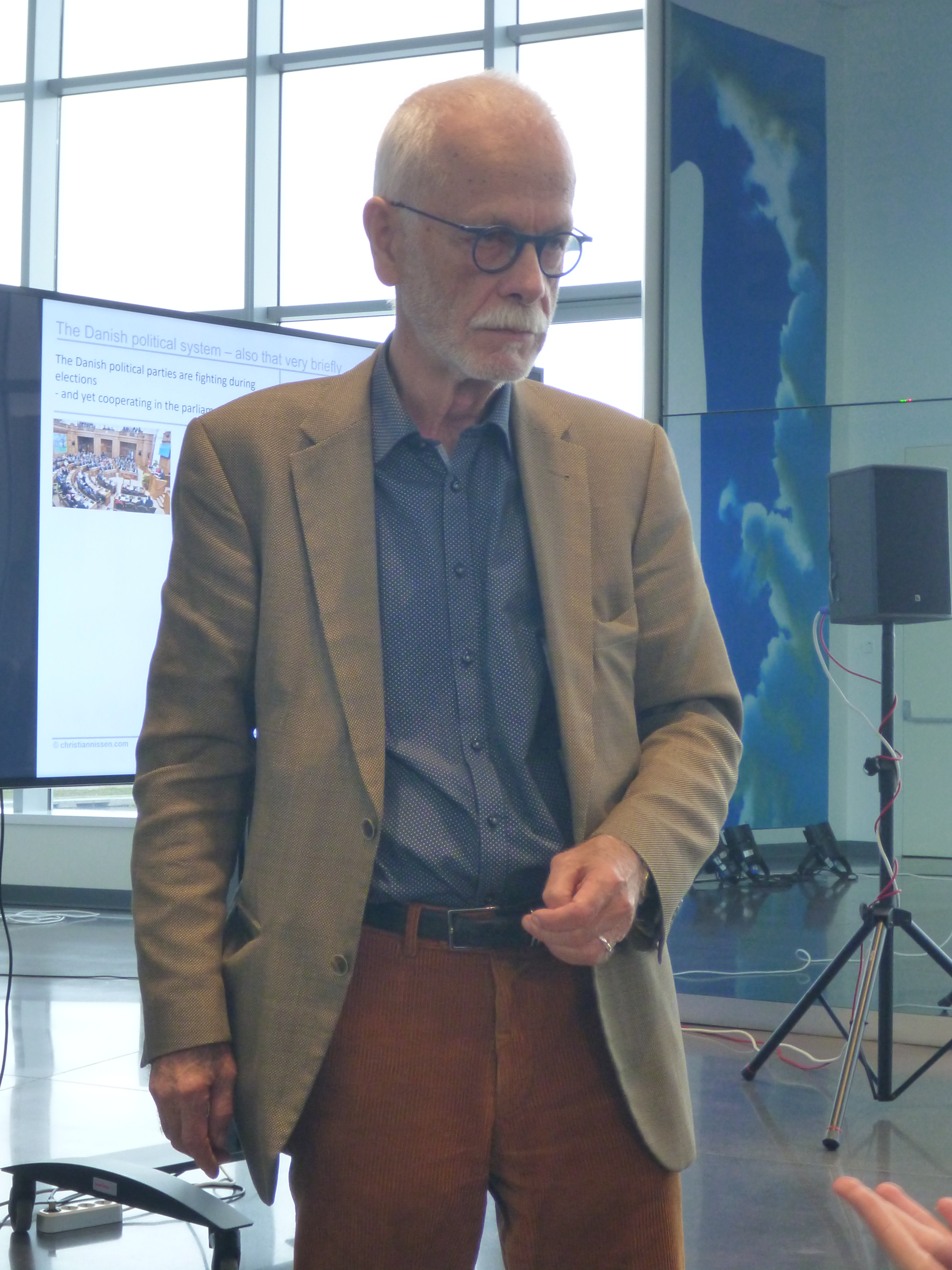
Кристиан Ниссен — генеральный директор Датского радио в 1994—2004 годах

Руководство телерадиокомпанией осуществляют:
- правлением (Bestyrelse) (до 1987 года — Радиосоветом (Radiorådet)), 2 члена которого назначаются Министерством культура, 2 — трудовым коллективом, 6 — фолькетингом;
- генеральным директором (Generaldirektører), избираемым правлением.

## Финансирование
Финансируется за счёт налога на телевизоры и радиоприёмники. 

## Подразделения
- Симфонический оркестр Датского радио (DR Radiosymfoniorkestret)
- Вокальный ансамбль DR (DR VokalEnsemblet)
- Биг-Бэнд DR (DR Big Bandet)
- Концертный хор DR (DR Koncertkoret).

## Цифровое вещание
DAB-мультиплекс 12C:
- DR Nyheder
- DR P1
- DR P2
- DR P3
- DR P5
- DR P6 Beat
- DR P7 Mix
- DR P8 Jazz

DAB-мультиплекс 8B:
- DR P4 и коммерческие радиостанции

## Часы трансляции Датского Телевидения
- 1951—1966 10 часов в неделю (5 программ).
- 1966—1982 13 часов в день (35 программ в неделю).
- 1982—1995 18 часов в день (50 программ в неделю).
- 1995—2000 21 час в день (60 программ в неделю).
- 2000—по н. в. круглосуточно.